# Leichtathletik-Weltmeisterschaften 2015/Teilnehmer (Andorra)
| Gelbes Symbol für Goldmedaillen mit stilisierten Olympischen Ringen | Graues Symbol für Silbermedaillen mit stilisierten Olympischen Ringen | Braundes Symbol für Bronzemedaillen mit stilisierten Olympischen Ringen |
| ------------------------------------------------------------------- | --------------------------------------------------------------------- | ----------------------------------------------------------------------- |
| —                                                                   | —                                                                     | —                                                                       |

Andorra nahm an den Leichtathletik-Weltmeisterschaften 2015 in der chinesischen Hauptstadt Peking mit einer Weitspringerin teil.

## Ergebnisse

### Frauen
| Sportlerin          | Sportart   | Qualifikation | Qualifikation | Finale             | Finale             |
| Sportlerin          | Sportart   | Distanz       | Position      | Distanz            | Position           |
| ------------------- | ---------- | ------------- | ------------- | ------------------ | ------------------ |
| Clàudia Gurí Moreno | Weitsprung | 5,59 m        | 31            | nicht qualifiziert | nicht qualifiziert |